# My World (DVD)
"My World" je prvi DVD kanadske pjevačice Avril Lavigne. DVD sadrži šestnaest live nastupa s njene prve turneje, Try To Shut Me Up Tour. Većina pjesama je uzela s njenog prvog albuma a još se nalaze dvije obrade i B-strana od "Complicated", "Why". My World se prodao u više od 2,5 milijuna primjeraka.

## Popis pjesama[1]
1. "Sk8er Boi"
2. "Nobody's Fool"
3. "Mobile"
4. "Anything But Ordinary"
5. "Losing Grip"
6. "Naked"
7. "Too Much to Ask"
8. "I Don't Give"
9. "Basket Case"
10. "My World"
11. "I'm With You"
12. "Complicated"
13. "Unwanted"
14. "Tomorrow"
15. "Knockin' on Heaven's Door"
16. "Things I'll Never Say"

Ukupno vrijeme trajanja: 68:35 minuta.

## Bonus značajke
1. Avril's Cut (Iza scena)
2. Outtakes
3. Foto galerija
4. "Complicated" (Videospot)
5. "I'm With You" (Videospot)
6. "Knockin' on Heaven's Door" (Videospot)
7. "Losing Grip" (Videospot)
8. "Sk8er Boi" (Videospot)

Ukupno vrijeme trajanja: 59:25 minuta.

## CD izdanje
Neka izdanja uz DVD sadrže i CD s nastupima uživo. Sve pjesme su snimljene tijekom nastupa uživo, osim pjesme "Why", koja je B-strana od "Complicated".

### Popis pjesama
1. "Fuel" (uživo s MTVa)
2. "Basket Case" (uživo iz Dublina)
3. "Unwanted" (uživo iz Dublina)
4. "Sk8er Boi (uživo iz Dublina)
5. "Knockin' on Heaven's Door" (uživo iz Dublina)
6. "Why"

## Ljestvice
| Ljestvica (2003.) | Pozicija |
| ----------------- | -------- |
| Njemačka          | 59       |
| Portugal          | 98       |
| Švicarska         | 15       |